# Ramsholt
Ramsholt – wieś w Anglii, w hrabstwie Suffolk. Leży 15 km na wschód od miasta Ipswich i 119 km na północny wschód od Londynu.